# Équipe de Hong Kong de rugby à XIII
L'équipe de Hong Kong de rugby à XIII est l'équipe qui représente Hong Kong dans les compétitions internationales. Elle regroupe les meilleurs joueurs hongkongais, ou résidents du territoire, de rugby à XIII.

## Histoire
L'équipe est de création récente, et est née grâce à l'impulsion d'un résident britannique, Neville Metcalfe.
Le territoire dispose de son propre championnat, la Superleague, disputé en été par quatre équipes.

## Premiers test-matchs face au Japon
C'est face à une autre nation émergente asiatique, le Japon, que le territoire fait ses débuts internationaux.
Le premier match débouche sur une courte défaite face à l'équipe japonaise en novembre 2017, mais les Hongkongais prennent leur revanche lors d'un deuxième match en les battant 32 à 20, notamment grâce à un hat trick de Hogan Toomalatai.

## Première campagne significative: le Championnat des Nations émergentes de 2018 (ENWC 2018)
Hong Kong dispute sa première compétition internationale en octobre 2018, le championnat du monde des nations émergentes ou Emerging Nations World Championship. Cette compétition, qui regroupe 11 nations, se déroule en Australie, en Nouvelle Galles du Sud, avec des matchs à Windsor, Saint Marys (banlieue ouest de Sydney) et Cabramatta (banlieue sud-ouest de Sydney) . 
Elle est versée dans la poule C du championnat, une poule qui ne permet pas d’accéder aux demi-finales de la Coupe mais à un tournoi secondaire le Trophy qui permet d’accéder de la 5e à la 7e place.
Elle ne brille pas dans cette compétition, perdant tous ces matchs et terminant à la 11e et dernière place du championnat.

## Personnalités et joueurs emblématiques
En 2018, le demi de mêlée de 18 ans et ancien joueur de rugby à VII, Gus Spence, s'illustre lors du Championnat du monde de rugby à XIII des nations émergentes 2018 .